# Tinindo Trincando
"Tinindo Trincando" é uma canção dos Novos Baianos, gravada em seu álbum Acabou Chorare de 1972. É a primeira canção do disco cantada inteiramente por Baby Consuelo e também a primeira a ter um solo expressivo executado por Pepeu Gomes. Por misturar gêneros musicais, como o baião com o rock, esta canção também é considerada um "samba elétrico". Segundo Pepeu, "é meu primeiro solo totalmente pessoal, brasileiro, é uma guitarra brasileira de verdade, uma coisa de samba de suingue". Apesar de estar se referindo somente à parte da improvisação, é preciso olhar a textura de maneira panorâmica para tirarmos conclusões menos superficiais sobre a forma que cada elemento se encaixa no arranjo musical. A criação do solo desta canção levou certo tempo: "Fiquei concentrado vários dias; meditando mesmo, procurando no fundo de mim como eu era, como eu podia realmente tocar. Aí, entrei no estúdio e gravei de primeira. E até hoje eu acho que é um dos melhores solos."

## Ficha técnica
Ficha dada por Maria Luiza Kfouri:
- Baby Consuelo: voz, triângulo
- Dadi Carvalho: baixo elétrico
- Pepeu Gomes: guitarra elétrica
- Arranjos: Pepeu Gomes/Moraes Moreira